# 1980年夏季奥林匹克运动会博茨瓦纳代表团
1980年夏季奥林匹克运动会博茨瓦纳代表团是博茨瓦纳派出的1980年夏季奥林匹克运动会代表团。